# Puchar Polski w koszykówce mężczyzn
Puchar Polski w koszykówce mężczyzn – cykliczne krajowe rozgrywki sportowe, prowadzone systemem pucharowym, organizowane corocznie (co sezon) przez Polski Związek Koszykówki oraz Polską Ligę Koszykówki SA (od fazy centralnej) dla polskich męskich klubów koszykarskich (zarówno amatorskich, jak i profesjonalnych). Drugie – po mistrzostwach Polski – rozgrywki w hierarchii ważności w polskiej koszykówce. Od sezonu 2023/24 prowadzone są pod marketingową nazwą Pekao SA Puchar Polski.

## Historia
Dotychczasowe nazwy
- Puchar Polski PZGS (Polskiego Związku Gier Sportowych): 1934–1936
- Puchar Polski Miast: 1951
- Puchar Polski: 1952–1956, 1959, 1968–1972, 1975–1981, 1985, 1989, 1990, 1992, 1998–2001, 2004–2011
- Puchar Polski PZKosz. (Polskiego Związku Koszykówki): 1957, 1958, 1962, 1973, 1974, 1984
- Puchar Polski Ligi: 1983, 1995–1997
- Intermarché Basket Cup: 2012–2018
- Suzuki Puchar Polski: 2018–2023
- Pekao SA Puchar Polski: 2023–

Rozgrywki koszykarskiego Pucharu Polski zainaugurowano w sezonie 1933/34 z inicjatywy władz Polskiego Związku Gier Sportowych (PZGS), który wówczas koordynował rozwój kilku zespołowych dyscyplin sportu w kraju (w tym m.in. piłki koszykowej). Przeprowadzono trzy pierwsze edycje z rzędu (wszystkie pod nazwą Pucharu Polski PZGS), po czym w 1936 r. podjęto decyzję o dalszym zaprzestaniu rywalizacji w takiej formule. Postanowiono bowiem rozpropagować i rozbudować zmagania o mistrzostwo Polski, skupiono się więc wyłącznie na organizowaniu rozgrywek mistrzowskich. Możliwości finansowe ówczesnych drużyn były mocno ograniczone, więc rezygnacja z przeprowadzania zmagań pucharowych nie spotkała się ze sprzeciwem organizacji klubowych.
W lutym 2018 r. władze Polskiego Związku Koszykówki porozumiały się z właścicielem japońskiej marki samochodowej Suzuki w kwestii zostania przez ten podmiot sponsorem tytularnym Pucharu Polski koszykarzy. Podpisano umowę o współpracy, na mocy której m.in. rozgrywki otrzymały marketingową nazwę Suzuki Puchar Polski.
W 2018 r. - w celu uatrakcyjnienia decydującej fazy rozgrywek - wprowadzono konkurs wsadów, który jest rozgrywany pomiędzy półfinałami. Wcześniej, w latach 1994–2014, taki konkurs był rozgrywany podczas meczu gwiazd ligi. Natomiast w 2019 r. wprowadzono konkurs rzutów za 3 punkty.

## Edycje
Do uzupełnienia
bd – brak danych
| Sezon     | Triumfator                            | Wynik          | Finalista                             | Miejsce                    | MVP                               |
| --------- | ------------------------------------- | -------------- | ------------------------------------- | -------------------------- | --------------------------------- |
| 1933/1934 | Polonia Warszawa                      | 43:30          | YMCA Kraków                           | Warszawa                   |                                   |
| 1934/1935 | Cracovia                              | 43:27          | IKP Łódź                              | Przemyśl                   |                                   |
| 1935/1936 | KPW Poznań                            | 73:36          | IKP Łódź                              | Lwów                       |                                   |
| 1937–1950 | nie rozgrywano                        | nie rozgrywano | nie rozgrywano                        |                            |                                   |
| 1950/1951 | Gdańsk                                | 31:26          | Kraków                                | Gdańsk                     |                                   |
| 1951/1952 | Gwardia (Wisła) Kraków                | 35:33          | CWKS (Legia) Warszawa                 | Kraków                     |                                   |
| 1952/1953 | Spójnia Gdańsk                        | 64:56          | Gwardia (Wisła) Kraków                | Toruń                      |                                   |
| 1953/1954 | Kolejarz (Lech) Poznań                |                | Sparta Kraków                         |                            |                                   |
| 1954/1955 | Kolejarz (Lech) Poznań                | 58:47          | Cracovia                              | Toruń                      |                                   |
| 1955/1956 | AZS-AWF Warszawa                      | 61:56          | CWKS (Śląsk) Wrocław                  | Ostrów Wielkopolski        |                                   |
| 1956/1957 | CWKS (Śląsk) Wrocław                  |                | Legia Warszawa                        |                            |                                   |
| 1957/1958 | AZS-AWF Warszawa                      |                | Wisła Kraków                          |                            |                                   |
| 1958/1959 | Śląsk Wrocław                         |                | Legia Warszawa                        |                            |                                   |
| 1960–1961 | nie rozgrywano                        | nie rozgrywano | nie rozgrywano                        |                            |                                   |
| 1961/1962 | Spójnia Gdańsk                        | 63:45          | KS Odra Wrocław                       |                            |                                   |
| 1963–1967 | nie rozgrywano                        | nie rozgrywano | nie rozgrywano                        |                            |                                   |
| 1967/1968 | Legia Warszawa                        |                | bd                                    |                            |                                   |
| 1968/1969 | Polonia Warszawa                      |                | Wisła Kraków                          | Stalowa Wola               |                                   |
| 1969/1970 | Legia Warszawa                        |                | Lech Poznań                           |                            |                                   |
| 1970/1971 | Śląsk Wrocław                         |                | Wisła Kraków                          |                            |                                   |
| 1971/1972 | Śląsk Wrocław                         |                | Legia Warszawa                        |                            |                                   |
| 1972/1973 | Śląsk Wrocław                         |                | Resovia Rzeszów                       |                            |                                   |
| 1973/1974 | Resovia Rzeszów                       |                | AZS-AWF Warszawa                      |                            |                                   |
| 1974/1975 | Polonia Warszawa                      |                | Lech Poznań                           |                            |                                   |
| 1975/1976 | Wybrzeże Gdańsk                       |                | Polonia Warszawa                      |                            |                                   |
| 1976/1977 | Śląsk Wrocław                         |                | Lech Poznań                           |                            |                                   |
| 1977/1978 | Wybrzeże Gdańsk                       |                | Start Lublin                          |                            |                                   |
| 1978/1979 | Wybrzeże Gdańsk                       |                | Górnik Wałbrzych                      |                            |                                   |
| 1979/1980 | Śląsk Wrocław                         |                | Polonia Warszawa                      |                            |                                   |
| 1980/1981 | Pogoń Szczecin                        |                | Legia Warszawa                        |                            |                                   |
| 1981/1982 | nie rozgrywano                        | nie rozgrywano | nie rozgrywano                        |                            |                                   |
| 1982/1983 | Zagłębie Sosnowiec                    |                | Wisła Kraków                          |                            |                                   |
| 1983/1984 | Lech Poznań                           |                | Zagłębie Sosnowiec                    |                            |                                   |
| 1984/1985 | Pogoń Szczecin                        |                | bd                                    |                            |                                   |
| 1985–1988 | nie rozgrywano                        | nie rozgrywano | nie rozgrywano                        |                            |                                   |
| 1988/1989 | Śląsk Wrocław                         |                | Zagłębie Sosnowiec                    |                            |                                   |
| 1989/1990 | Śląsk Wrocław                         |                | bd                                    |                            |                                   |
| 1990/1991 | nie rozgrywano                        | nie rozgrywano | nie rozgrywano                        |                            |                                   |
| 1991/1992 | Śląsk Wrocław                         |                | Gwardia Wrocław                       |                            |                                   |
| 1993–1994 | nie rozgrywano                        | nie rozgrywano | nie rozgrywano                        |                            |                                   |
| 1994/1995 | Nobiles Włocławek                     | 87:80          | Mazowszanka Pruszków                  |                            |                                   |
| 1995/1996 | Nobiles Włocławek                     | 99:96          | AZS Elana Toruń                       |                            |                                   |
| 1996/1997 | Śląsk Wrocław                         | 102:92         | Polonia Przemyśl                      | Koszalin, Hala Gwardii     |                                   |
| 1997/1998 | Pekaes Pruszków                       | 80:71          | Bobry Bytom                           | Wrocław, Hala Ludowa       |                                   |
| 1998/1999 | Hoop Pekaes Pruszków                  | 76:69          | Pogoń Ruda Śląska                     | Tarnów, Hala Jaskółka      |                                   |
| 1999/2000 | Prokom Trefl Sopot                    | 79:63          | Hoop Pekaes Pruszków                  | Wrocław, Hala Ludowa       |                                   |
| 2000/2001 | Prokom Trefl Sopot                    | 81:72          | Hoop Blachy Pruszków                  | Słupsk, Hala Gryfia        | Igor Milicić (Prokom)             |
| 2002–2003 | nie rozgrywano                        | nie rozgrywano | nie rozgrywano                        | nie rozgrywano             | nie rozgrywano                    |
| 2004      | Śląsk Wrocław                         | 78:72          | Anwil Włocławek                       | Włocławek, Hala Mistrzów   | Lynn Greer (Śląsk)                |
| 2004/2005 | Śląsk Wrocław                         | 96:91          | Czarni Słupsk                         | Koszalin                   | Michał Ignerski (Śląsk)           |
| 2005/2006 | Prokom Trefl Sopot                    | 77:64          | Polpharma Starogard Gdański           | Grudziądz                  | Christian Dalmau (Prokom)         |
| 2007      | Anwil Włocławek                       | 72:66          | Prokom Trefl Sopot                    | Sopot                      | Andrzej Pluta (Anwil)             |
| 2008      | Prokom Trefl Sopot                    | 81:69          | ASCO Śląsk Wrocław                    | Sopot                      | Mustafa Shakur (Prokom Trefl)     |
| 2009      | Kotwica Kołobrzeg                     | 98:89          | Asseco Prokom Sopot                   | Lublin, HSW „Globus”       | Dawid Przybyszewski (Kotwica)     |
| 2009/2010 | AZS Koszalin                          | 80:75          | Turów Zgorzelec                       | Warszawa                   | Dante Swanson (AZS)               |
| 2010/2011 | Polpharma Starogard Gdański           | 75:67          | Anwil Włocławek                       | Gdynia                     | Robert Skibniewski (Polpharma)    |
| 2012      | Trefl Sopot                           | 77:74          | Zastal Zielona Góra                   | Zielona Góra, CRS          | Łukasz Koszarek (Trefl)           |
| 2012/2013 | Trefl Sopot                           | 64:59          | AZS Koszalin                          | Koszalin, HWS              | Adam Waczyński (Trefl)            |
| 2013/2014 | Śląsk Wrocław                         | 90:87          | Turów Zgorzelec                       | Wrocław, Hala „Orbita”     | Michał Gabiński (Śląsk)           |
| 2015      | Stelmet Zielona Góra                  | 77:71          | Rosa Radom                            | Gdynia, Gdynia Arena       | Przemysław Zamojski (Stelmet)     |
| 2016      | Rosa Radom                            | 74:64          | Stelmet Zielona Góra                  | Dąbrowa Górnicza, HWSC     | C.J. Harris (Rosa)                |
| 2017      | Stelmet BC Zielona Góra               | 79:57          | Anwil Włocławek                       | Warszawa, Arena Ursynów    | Łukasz Koszarek (Stelmet)         |
| 2018      | Polski Cukier Toruń                   | 88:80          | Stelmet Enea BC Zielona Góra          | Warszawa, Arena Ursynów    | Karol Gruszecki (Polski Cukier)   |
| 2019      | Arged BMSlam Stal Ostrów Wielkopolski | 77:74          | Arka Gdynia                           | Warszawa, Arena Ursynów    | Mateusz Kostrzewski (Stal Ostrów) |
| 2020      | Anwil Włocławek                       | 103:96         | Polski Cukier Toruń                   | Warszawa, Arena Ursynów    | Shawn Jones (Anwil Włocławek)     |
| 2021      | Enea Zastal BC Zielona Góra           | 86:73          | PGE Spójnia Stargard                  | Lublin, HSW „Globus”       | Gabriel Lundberg (Zastal)         |
| 2022      | Arged BMSlam Stal Ostrów Wielkopolski | 83:76          | Polski Cukier Pszczółka Start Lublin  | Lublin, HSW „Globus”       | Jakub Garbacz (Stal)              |
| 2023      | Trefl Sopot                           | 91:80          | Polski Cukier Start Lublin            | Lublin, HSW „Globus”       | Garrett Nevels (Trefl)            |
| 2024      | Legia Warszawa                        | 94:71          | Arged BMSlam Stal Ostrów Wielkopolski | Sosnowiec, Arena Sosnowiec | Aric Holman (Legia)               |
| 2025      | Górnik Zamek Książ Wałbrzych          | 80:78          | King Szczecin                         | Sosnowiec, Arena Sosnowiec | Toddrick Gotcher (Górnik)         |

## Bilans drużyn
| Drużyna                                | Liczba trofeów | Lata triumfów                                                                      |
| -------------------------------------- | -------------- | ---------------------------------------------------------------------------------- |
| Śląsk Wrocław                          | 14             | 1957, 1959, 1971, 1972, 1973, 1977, 1980, 1989, 1990, 1992, 1997, 2004, 2005, 2014 |
| Lech Poznań                            | 4              | 1936, 1954, 1955, 1984                                                             |
| Prokom Trefl Sopot*                    | 4              | 2000, 2001, 2006, 2008                                                             |
| Anwil Włocławek                        | 4              | 1995, 1996, 2007, 2020                                                             |
| Polonia Warszawa                       | 3              | 1934, 1969, 1975                                                                   |
| Wybrzeże Gdańsk                        | 3              | 1976, 1978, 1979                                                                   |
| Enea Zastal BC Zielona Góra            | 3              | 2015, 2017, 2021                                                                   |
| Trefl Sopot                            | 3              | 2012, 2013, 2023                                                                   |
| Legia Warszawa                         | 3              | 1968, 1970, 2024                                                                   |
| Cracovia                               | 2              | 1935, 1936                                                                         |
| Spójnia Gdańsk                         | 2              | 1953, 1962                                                                         |
| Arged BM Slam Stal Ostrów Wielkopolski | 2              | 2019, 2022                                                                         |
| AZS-AWF Warszawa                       | 2              | 1956, 1958                                                                         |
| Pogoń Szczecin                         | 2              | 1981, 1985                                                                         |
| Pekaes Pruszków                        | 2              | 1998, 1999                                                                         |
| miasto Gdańsk                          | 1              | 1951                                                                               |
| Wisła Kraków                           | 1              | 1952                                                                               |
| Resovia Rzeszów                        | 1              | 1974                                                                               |
| Zagłębie Sosnowiec                     | 1              | 1983                                                                               |
| Kotwica Kołobrzeg                      | 1              | 2009                                                                               |
| AZS Koszalin                           | 1              | 2010                                                                               |
| Polpharma Starogard Gdański            | 1              | 2011                                                                               |
| Rosa Radom                             | 1              | 2016                                                                               |
| Polski Cukier Toruń                    | 1              | 2018                                                                               |
| Górnik Zamek Książ Wałbrzych           | 1              | 2025                                                                               |

* Od sezonu 2009/2010 tradycje Prokomu Trefla Sopot kontynuuje Arka Gdynia.